# Tar-Anárion
Tar-Anárion, que significa «Hijo del Sol» en quenya, es un personaje ficticio del legendarium del escritor J. R. R. Tolkien. Era un dúnadan, hijo de Hallacar y Tar-Ancalimë, nacido en el año 1003 de la Segunda Edad del Sol. 
Recibió el cetro en el año 1280 S. E., poco antes de la muerte de su madre, convirtiéndose así en el octavo Rey de Númenor. Cedió el cetro a su hijo Tar-Súrion en el año 1394 S. E. y murió en el 1404. Se cree que tuvo dos hijos más, aunque de ellos no se sabe nada.